# Selene Kapsaski
Selene Kapsaski (* 7. Oktober 1986 in Freudenstadt) ist eine Filmregisseurin und -produzentin, Kamerafrau und Schauspielerin.

## Herkunft und Ausbildung
Die Tochter der griechischen Filmproduzentin Andrea Gabriella Kapsaski wuchs in Athen auf. Ihr Großvater ist der Schriftsteller und Regisseur Sokrates Kapsaskis.

## Karriere
Mehrere Jahre arbeitete und tourte sie mit dem Theaterensemble Act Provocateur International.
2009 engagierte Rafael Primorac sie als Produktionsassistentin für Dario Argentos Film Giallo. Ab 2015 war sie Leiterin der von Jeff Kristian präsentierten Fernsehshow London Calling in den USA. Bekannt wurde sie als Regisseurin und Produzentin des Horror-Musicals Spidarlings (2016). Sie drehte auch mehrere Kurzfilme und Videos und wirkt an vielen ihrer Arbeiten auch als Schauspielerin und Kamerafrau mit.
Kapsaski spielte in den Bands Chicken Pest, The Astyanax und Contra of the Unformed. Sie gründete mit Scott Barley und Jesse Richards das inzwischen wieder aufgelöste Kunstkollektiv C.3.3 und ist Mitbegründerin und künstlerische Leiterin von Après Vague Productions. Sie veröffentlichte Beiträge in den Zeitschriften Weng's Chop, Art Decades, Mass Movement Magazine und Scene4 Magazine.
Kapsaski ist eine Trans-Frau. Seit 2011 lebt Kapsaski in England. Ihre Schwester ist die Schauspielerin Rahel Kapsaski.